# كأس الاتحاد 1990
كأس الاتحاد 1990 (بالإنجليزية: 1990 Federation Cup)‏ هو الموسم 28 من  كأس فيد. أقيم خلال الفترة 21 يوليو 1990 وحتى 29 يوليو 1990، وفاز فيه منتخب الولايات المتحدة لكأس فيد.